# Platyhypnidium grolleanum
Platyhypnidium grolleanum là một loài rêu trong họ Brachytheciaceae. Loài này được Ochyra & Bednarek-Ochyra mô tả khoa học đầu tiên năm 1999.